# Torre de Tivenys
La Torre de Tivenys és una torre de Tivenys (Baix Ebre) declarada bé cultural d'interès nacional.

## Descripció
És una torre rectangular, sencera, dintre la població, unida a les cases. Té planta quadrada, de maçoneria ordinària i carreus regulars als buits i les cantonades. Posteriorment quedà entre mitgeres i, dels quatre paraments, només en són visibles dos.
La façana que dona al carrer mostra tres espitlleres i un portal d'accés com a únics buits i correspon a la façana posterior de la torre, ja que la porta d'accés original, de carreus, es troba a l'interior de l'illa de cases, de cara al riu.
La façana lateral presenta una finestra amb arc adovellat de mig punt, cegada. L'alçada és d'un tres pisos. Només conserva els merlets de les cantonades.

## Història
Segons R. Miravall, la torre és una mostra típicament medieval, però posterior a la conquesta de Tortosa. Eixiria com a antiga fortificació d'una vila o centre d'explotació agrícola. Forma part de la línia de torres que, a banda i banda del riu, protegien l'estuari superior.